# منطقه تلکلخ
منطقه تلکلخ (به عربی: منطقه تلکلخ) یک منطقه در سوریه است که در حمص واقع شده‌است.

## خصوصیات
منطقه تلکلخ ۴۷۶٫۱۵ کیلومترمربع مساحت و ۱۲۹٬۴۲۹ نفر جمعیت دارد.